# Juho Lammikko
Juho Lammikko (* 29. Januar 1996 in Noormarkku) ist ein finnischer Eishockeyspieler, der seit Juni 2025 bei den New Jersey Devils in der National Hockey League unter Vertrag steht. Zuvor war er bereits für die Florida Panthers und Vancouver Canucks in der NHL aktiv und spielte zwischenzeitlich bei den ZSC Lions in der Schweizer National League. Seine bisher größten Karriereerfolge feierte der Flügelstürmer im Trikot der finnischen Nationalmannschaft mit dem Gewinn der Goldmedaille bei den Weltmeisterschaften 2019 und 2022.

## Karriere

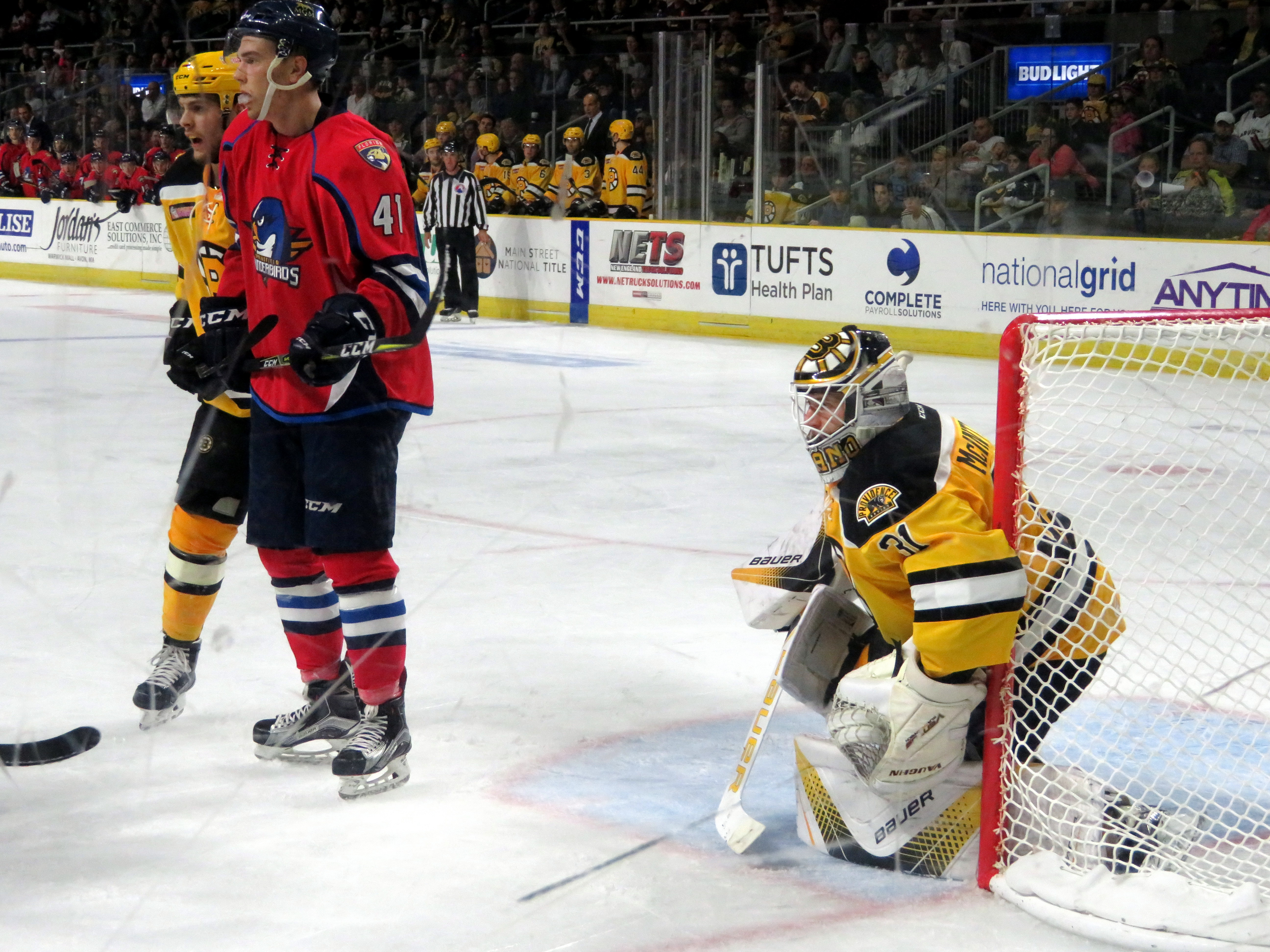
Lammikko (links) im Trikot der Springfield Thunderbirds

Lammikko wurde in Noormarkku geboren und begann im benachbarten Pori, in der Nachwuchsabteilung des Profiklubs Ässät, mit dem Eishockeyspielen. Für deren U20 lief er ab der Spielzeit 2011/12 in der Nuorten SM-liiga auf. Bereits im Jahre 2013 wurde er im KHL Junior Draft an 102. Position von Atlant Moskowskaja Oblast ausgewählt, bevor er sich in der Nuorten SM-liiga etablierte und dort in der Saison 2013/14 mit 42 Scorerpunkten aus 37 Spielen auf einen Punkteschnitt von über 1,0 kam. Parallel dazu bestritt der Flügelstürmer seine ersten Partien für die Profiabteilung von Ässät in der Liiga, bevor er auch im NHL Entry Draft 2014 an 65. Stelle von den Florida Panthers berücksichtigt wurde.
In der Folge entschloss sich Lammikko zu einem Wechsel nach Nordamerika, indem er sich den Kingston Frontenacs aus der Ontario Hockey League (OHL) anschloss, die die Rechte an ihm zuvor im CHL Import Draft erworben hatten, als sie ihn in der ersten Runde an 43. Position zogen. Mit 44 bzw. 55 Punkten bestätigte der Finne seine Scorerfähigkeiten bei den Frontenacs in den folgenden beiden Jahren, sodass er von den Florida Panthers im April 2016 mit einem Einstiegsvertrag ausgestattet wurde. Für deren Farmteam, die Portland Pirates, gab er wenig später in der American Hockey League (AHL) sein Profidebüt in Nordamerika. Seit Beginn der Saison 2016/17 läuft er regelmäßig für Floridas neues Farmteam auf, die Springfield Thunderbirds. Zu Beginn der Spielzeit 2018/19 wurde der Stürmer schließlich erstmals ins Aufgebot der Panthers berufen und debütierte somit auch in der National Hockey League (NHL). Dort kam er bis zum Ende der Saison auf 40 Einsätze.
Nach insgesamt vier Jahren in Nordamerika kehrte Lammikko im Juli 2019 in seine finnische Heimat zurück und schloss sich dort Kärpät Oulu an. Für Oulu erzielte Lammikko in 57 Saisonspielen 51 Scorerpunkte und war damit sechstbester Scorer der Liiga. Er erhielt daraufhin im Juni 2020 einen Vertrag beim HK Metallurg Magnitogorsk aus der Kontinentalen Hockey-Liga (KHL). Dort war er in der Folge etwa ein halbes Jahr aktiv, bevor er im November 2020 mit sofortiger Wirkung zu den Florida Panthers in die NHL zurückkehrte. Der Finne beendete die Spielzeit 2020/21 bei den Panthers, ehe er kurz vor dem Start der Saison 2021/22 gemeinsam mit Noah Juulsen zu den Vancouver Canucks transferiert wurde. Im Gegenzug wechselte sein Landsmann Olli Juolevi zu den Florida Panthers. Am Ende der Spielzeit wurde sein auslaufender Vertrag in Vancouver nicht verlängert, woraufhin er zu den ZSC Lions aus der Schweizer National League (NL) wechselte. Mit den Zürchern gewann er in den Frühjahren 2024 und 2025 den Schweizer Meistertitel. Dazwischen lag der Gewinn der Champions Hockey League. Nach diesen Erfolgen kehrte Lammiko in die NHL zurück, indem er sich im Juni 2025 den New Jersey Devils anschloss.

### International
Erste internationale Erfahrungen sammelte Lammikko bei der World U-17 Hockey Challenge 2013, bevor er wenig später in der gleichen Altersstufe die Goldmedaille beim Europäischen Olympischen Winter-Jugendfestival 2013 gewann. Auf U18-Niveau folgten Einsätze beim Ivan Hlinka Memorial Tournament 2013 sowie bei der U18-Weltmeisterschaft 2014, bei denen die finnische Auswahl die Medaillenränge jedoch jeweils verpasste. Anschließend vertrat der Angreifer die finnische U20-Nationalmannschaft bei der U20-Weltmeisterschaft 2016 und wurde dort mit ihr Junioren-Weltmeister.
Mit der finnischen Nationalmannschaft gewann er bei der Weltmeisterschaft 2019 die Goldmedaille und wiederholte diesen Erfolg im Jahre 2022. Auch an den Weltmeisterschaften 2023 und 2025 nahm er mit Finnland teil.

## Erfolge und Auszeichnungen
- 2024 Schweizer Meister mit den ZSC Lions
- 2025 Champions-Hockey-League-Gewinn mit den ZSC Lions
- 2025 Schweizer Meister mit den ZSC Lions

### International
- 2013 Goldmedaille beim Europäischen Olympischen Winter-Jugendfestival
- 2016 Goldmedaille bei der U20-Junioren-Weltmeisterschaft
- 2019 Goldmedaille bei der Weltmeisterschaft
- 2022 Goldmedaille bei der Weltmeisterschaft

## Karrierestatistik
Stand: Ende der Saison 2024/25

### International
Vertrat Finnland bei:
| - World U-17 Hockey Challenge 2013 - Europäisches Olympisches Winter-Jugendfestival 2013 - Ivan Hlinka Memorial Tournament 2013 - U18-Junioren-Weltmeisterschaft 2014 - U20-Junioren-Weltmeisterschaft 2016 | - Weltmeisterschaft 2019 - Weltmeisterschaft 2022 - Weltmeisterschaft 2023 - Weltmeisterschaft 2025 |

(Legende zur Spielerstatistik: Sp oder GP = absolvierte Spiele; T oder G = erzielte Tore; V oder A = erzielte Assists; Pkt oder Pts = erzielte Scorerpunkte; SM oder PIM = erhaltene Strafminuten; +/− = Plus/Minus-Bilanz; PP = erzielte Überzahltore; SH = erzielte Unterzahltore; GW = erzielte Siegtore; 1 Play-downs/Relegation; Kursiv: Statistik nicht vollständig)